# Loch Shiel

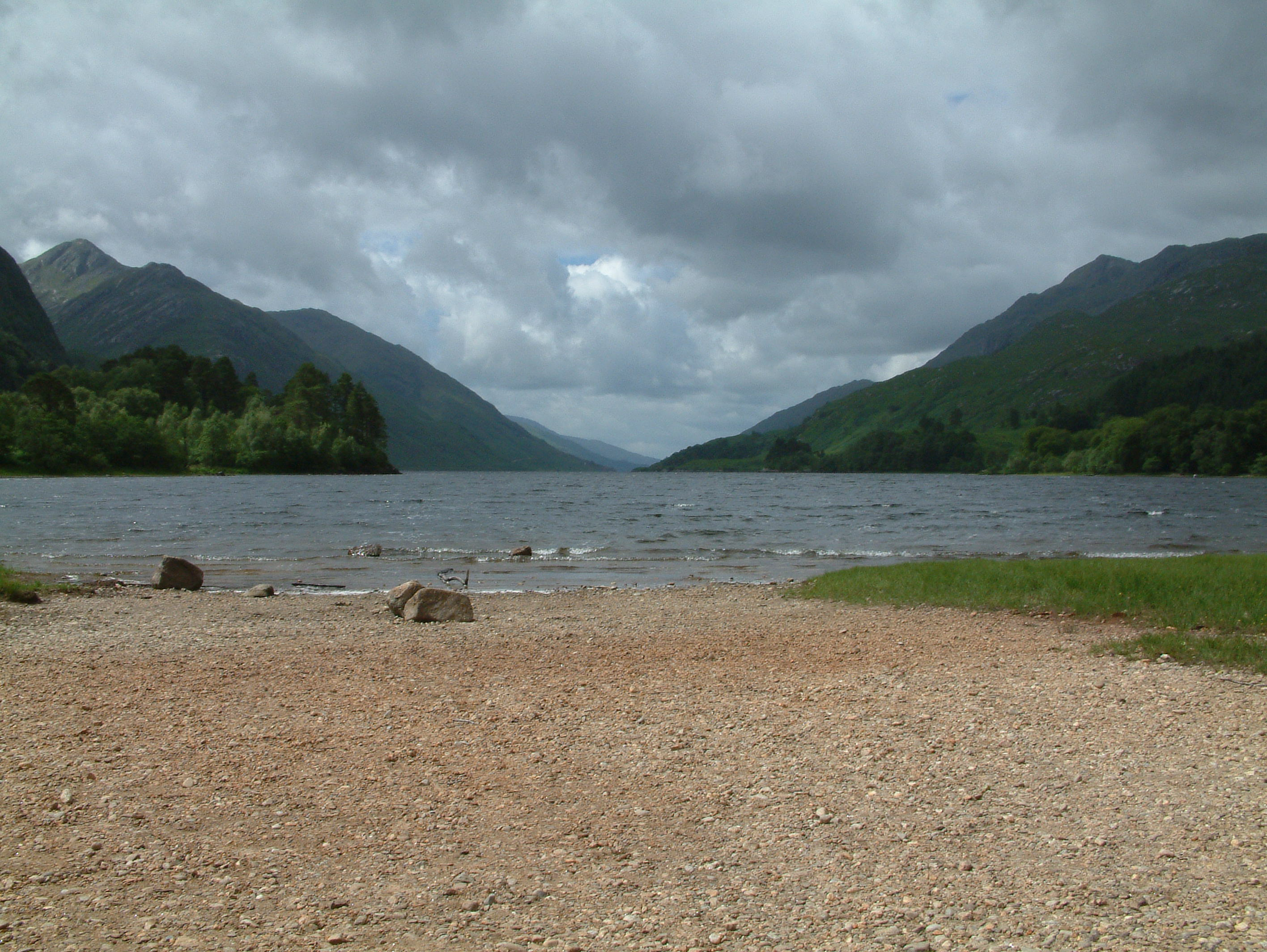

Loch Shiel (skotskou gaelštinou Loch Seile) je jezero, které se nachází ve Skotsku, v oblasti Highlands, 20 km západně od města Fort William. 
 Toto 128 m hluboké jezero je 25 km dlouhé. Má rozlohu 20 km². Leží v nadmořské výšce 4,5 m.

## Vodní režim
Z jezera odtéká řeka Shiel.

## Okolí
Na severní straně jezera u vesničky Glenfinnan je postaven pomník věnovaný horalům, kteří bojovali v Jakobitském povstání z roku 1745. Na zdejším nádraží je rovněž soukromé železniční muzeum.